# Tiquisio
Tiquisio ist eine Gemeinde (municipio) im Departamento Bolívar im Norden von Kolumbien.

## Geographie
Tiquisio liegt im Süden von Bolívar in der Subregion Mojana Bolivarense etwa 340 km von Cartagena entfernt und hat eine Durchschnittstemperatur von 32 °C. An die Gemeinde grenzen im Norden Pinillos, Altos del Rosario und Barranco de Loba, im Süden Montecristo, im Osten San Martín de Loba, Río Viejo und Norosí und im Westen Achí.

## Bevölkerung
Die Gemeinde Tiquisio hat 23.859 Einwohner, von denen 6831 im städtischen Teil (cabecera municipal) der Gemeinde leben (Stand 2019).

## Geschichte
Die Gemeinde Tiquisio wurde 1994 geschaffen.

## Wirtschaft
Die wichtigsten Wirtschaftszweige von Tiquisio sind Landwirtschaft (Reis, Maniok, Bananen, Mais, Sorghumhirsen, Obst und Zuckerrohr) und Tierhaltung (insbesondere Rinder und Milch). Zudem spielen Fischerei und Goldgewinnung eine Rolle.